# Dieglman-Insel
Die Dieglman-Insel ist eine 6 km lange und größtenteils vereiste Insel mit zahlreichen Felsvorsprüngen vor der Knox-Küste des ostantarktischen Wilkeslands. Im Highjump-Archipel liegt sie am nordwestlichen Ende des Edisto-Kanals.
Kartiert wurde sie anhand von Luftaufnahmen der Operation Highjump (1946–1947), bei der sie fälschlich für die Uferzone einer Bucht gehalten wurde. Diesen Irrtum konnten Teilnehmer der Zweiten Sowjetischen Antarktisexpedition (1956–1958) ausräumen. Das Advisory Committee on Antarctic Names (US-ACAN) benannte die Insel nach Max Eugene Diegelman (1922–1969), Fotograf bei der Operation Highjump.